# Christian Heinrich Zeller
Christian Heinrich Zeller, född den 29 mars 1779 på slottet Hohenentringen vid Tübingen, död den 18 maj 1860 på slottet Beuggen vid Rheinfelden, var en tysk pietistisk pedagog, son till Christian David Zeller, bror till Carl August Zeller. 
Zeller var ledare för skolväsendet i Zofingen och blev 1820 inspektor för den genom Christian Friedrich Spittlers uppträdande på frivillig väg upprättade "Armenschullehreranstalt" i Beuggen i Baden, som för första gången började utbilda lekmän för den kristliga kärleksverksamheten. Zeller utgav sedan 1829 "Monatsblatt aus Beuggen".